# Neuilly (Yonne)
Neuilly ist eine Commune déléguée in der französischen Gemeinde Valravillon mit 448 Einwohnern (Stand: 1. Januar 2022) im Département Yonne in der Region Burgund.
Seit 1. Januar 2016 ist sie Teil der Gemeinde Valravillon in der neuen Region Bourgogne-Franche-Comté. Die Gemeinde gehörte zum Kanton Charny (bis 2015 Aillant-sur-Tholon) und zum Arrondissement Auxerre.

## Geographie
Neuilly liegt etwa siebzehn Kilometer nordwestlich von Auxerre am Fluss Ravillon.

## Bevölkerungsentwicklung
| Jahr                      | 1962 | 1968 | 1975 | 1982 | 1990 | 1999 | 2006 | 2013 |
| Einwohner                 | 413  | 365  | 544  | 373  | 376  | 406  | 455  | 448  |
| Quelle: Cassini und INSEE |      |      |      |      |      |      |      |      |

## Sehenswürdigkeiten

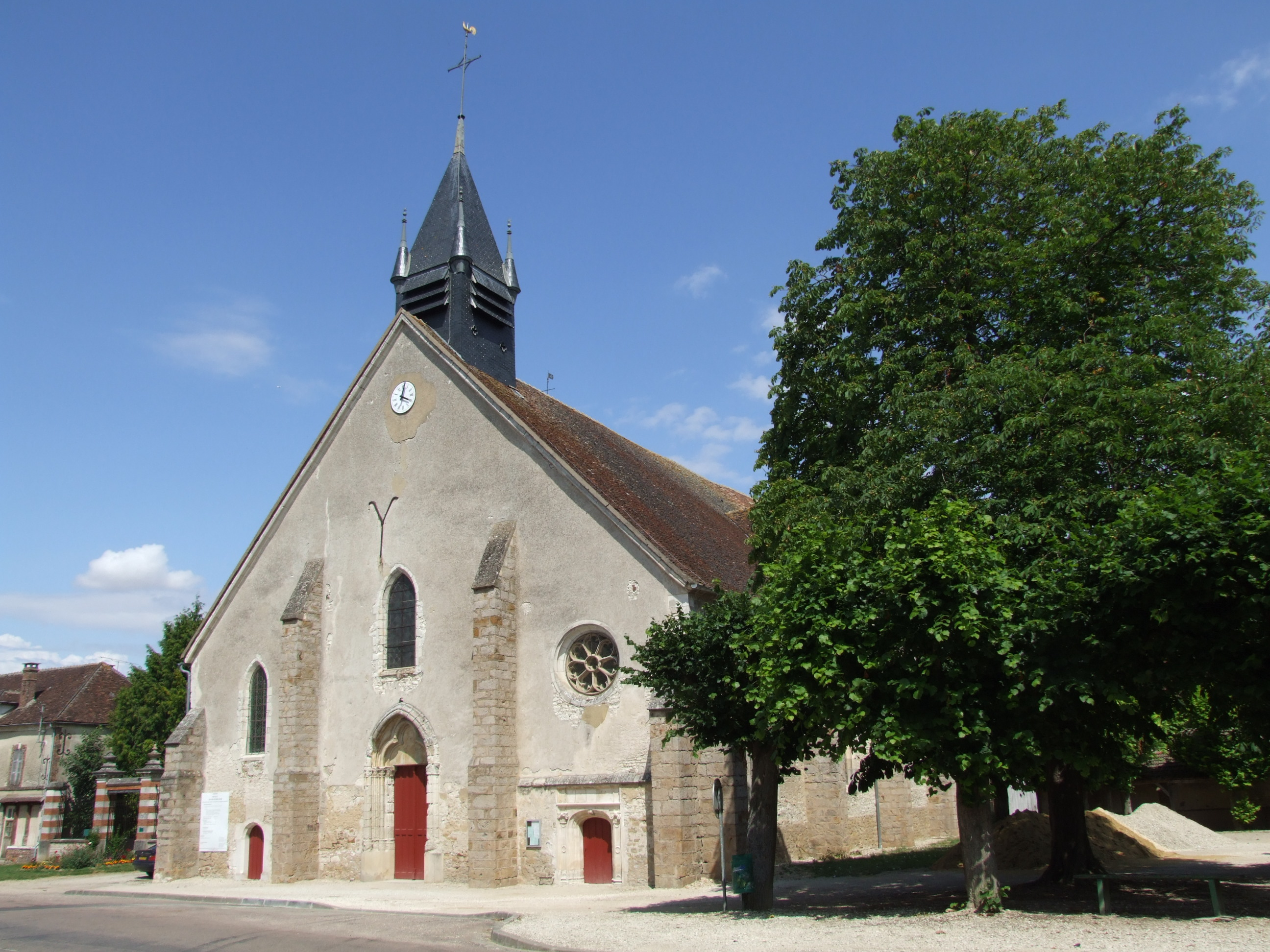
Kirche Notre-Dame de l’Assomption

- Kirche Notre-Dame de l’Assomption (Friedhof Monument historique)